# Frank Wilson
Frank Wilson CMG (Monkwearmouth, 12 mei 1859 – Claremont, 7 december 1918) was de negende premier van West-Australië.

## Vroege jaren
Wilson werd geboren in Engeland in 1859. Zijn vader was John Wilson, een houthandelaar. Zijn moeder heette Sarah Martha Walker en stierf kort na zijn geboorte. Wilson liep school in Sunderland, aan een Moravisch college in Duitsland en aan het 'Wesley College' in Sheffield. Hij ging in de leer bij een houthandelaar en scheepsmakelaar in Sunderland. Op negentienjarige leeftijd richtte hij met zijn broer een technisch bureau op in Sunderland.
Wilson huwde Annie Phillips op 25 mei 1880 in de 'Whitburn Street Chapel'. Na een staking van technici migreerden ze naar Queensland. Wilson richtte er eerst een eigen zaak op maar werd vervolgens manager bij 'A. Overend & Co. Ltd'. De onderneming was bedrijvig in het spoorwegwezen, de graanverwerking en de machinehandel. Vier jaar later verhuisde hij naar Perth in West-Australië om er een houtbedrijf te managen.

## West-Australië

### Zakencarrière
Wilson was van 1891 tot 1899 bestuursdirecteur van de 'Canning Jarrah Timber Company'. Hij werd ook directeur van de 'Fremantle Gas & Coke Co. Ltd', 'Eureka Milling Co.' en de 'Perth Brick Co.'. Na kort bij de 'Jarrah Wood & Sawmills Co.' aan de slag te zijn geweest verlegde Wilson zijn interesse naar de kolenindustrie. Hij werd een belangrijk aandeelhouder en op het einde van zijn leven bestuursdirecteur van de 'Collie Coalfields Pty Co. Ltd' .
Van 1899 tot 1902 was Wilson voorzitter van de 'Perth Chamber of Commerce'. Hij was ook enige tijd voorzitter van de 'Timber Merchants and Sawmillers Association' en van de door hemzelf opgerichte 'Coalowners Association of Western Australia'.

### Politieke carrière
Van 1896 tot 1899 was Wilson gemeenteraadslid in Perth ('Perth City Councillor'). In 1897 werd hij voor het kiesdistrict Canning in het West-Australische lagerhuis ('Legislative Assembly') verkozen. Wilson voerde oppositie tegen John Forrests regering over onder meer C.Y. O'Connors waterpijpleidingsproject, de federalisering van Australië en de hoge invoerrechten op voeding. Na twee jaar werd de zetel voor het kiesdistrict Canning afgeschaft en kwam Wilson voor het kiesdistrict Perth op. Hij slaagde erin verkozen te geraken en werd minister van mijnen in George Leakes regering. Leakes regering werd vervangen door Alf Morgans' regering en Wilson werd commissaris van de spoorwegen. Deze ommezwaai werd hem aangerekend en hij raakte bij een tussentijdse verkiezing in 1902 niet herverkozen.
In juni 1904 deed Wilson als onafhankelijke voor het kiesdistrict Sussex terug mee aan de verkiezingen en werd verkozen. Hij werd in augustus 1905 minister van openbare werken in Hector Rasons liberale regering. Aftredend premier Rason had Wilson als zijn opvolger voorgesteld maar die slaagde er niet in voldoende steun te verzamelen. Wilson werd daarop vicepremier en minister van begroting, onderwijs en landbouw in Newton Moores regering. Wilson was verantwoordelijk voor het invoeren van de eerste land- en inkomstenbelasting en, op aangeven van Cecil Andrews, de oprichting van de 'Perth Modern School'. Door een financiële recessie verloor hij tijdelijk steun en werd in juni 1909 tot minister van openbare werken gedegradeerd. In september 1910 trad Moore om gezondheidsredenen af en werd Wilson alsnog premier.
Tijdens zijn eerste termijn als premier richtte hij de Universiteit van West-Australië op en voerde een controversiële kieshervorming door. Ondanks de kieshervorming verloor hij de verkiezingen van oktober 1911 zwaar, ten voordele van de laborpartij van John Scaddan. Van 1911 tot 1916 was Wilson was oppositieleider in het lagerhuis. Hij zetelde in die periode ook in de senaat van de West-Australische Universiteit. Van 1912 tot 1914 was Wilson ondervoorzitter en vervolgens voorzitter van de 'Liberal League'. De oprichting van de 'Country Party' belette Wilson om Scaddans regering te doen vallen. Hoewel die regering eind 1915 haar meerderheid verloor slaagde Wilson er pas in juli 1916 in voor een tweede termijn premier van West-Australië te worden. In juni 1917 werden Wilson en zijn naaste collega James Mitchell tot ontslag gedwongen. Henry Lefroy vormde een oorlogskabinet, een regering van nationale eenheid. Wilson die als voorzitter van de 'National Referendum Council' de oorlogsinspanningen had gesteund was tegen die tijd zwaar ziek. Hij verloor zijn zetel in het lagerhuis tijdens de verkiezingen van oktober 1917 aan een tegenstander van de 'Country Party'.

## Nalatenschap
Wilson stierf aan kanker op 7 december 1918. Hij liet een echtgenote, drie zonen en zes dochters achter. Wilson werd begraven op het kerkhof van Karrakatta.
In 1911 was Wilson tot lid in de Orde van Sint-Michaël en Sint-George benoemd.
- Australian Dictionary of Biography: wilson-frank-9135
- Trove: 1466102